# U-Bahnhof Prinzregentenplatz
Der U-Bahnhof Prinzregentenplatz ist ein Bahnhof der Münchner U-Bahn. Er wurde am 27. Oktober 1988 eröffnet.
Der Bahnhof liegt im Stadtteil Bogenhausen und wurde nach Plänen der Münchner Architekten Hilmer & Sattler errichtet. Fotografisch dokumentiert wurde die Station von Franz Wimmer. Er ist nach Prinzregent Luitpold von Bayern benannt. Die Hintergleiswände bestehen, wie die Säulen, aus hellen Fliesen, die durch schwarze Streifen unterbrochen sind. Die Decke wurde mit Aluminium-Lamellen verkleidet, in die die Lichtbänder eingelassen sind. Der Boden ist mit Isarkiesel-Motiv ausgelegt. In der Mitte führen Roll- und Festtreppen in ein Sperrengeschoss und von dort zum Prinzregentenplatz. Am westlichen Ende führt ein Lift an die Oberfläche.

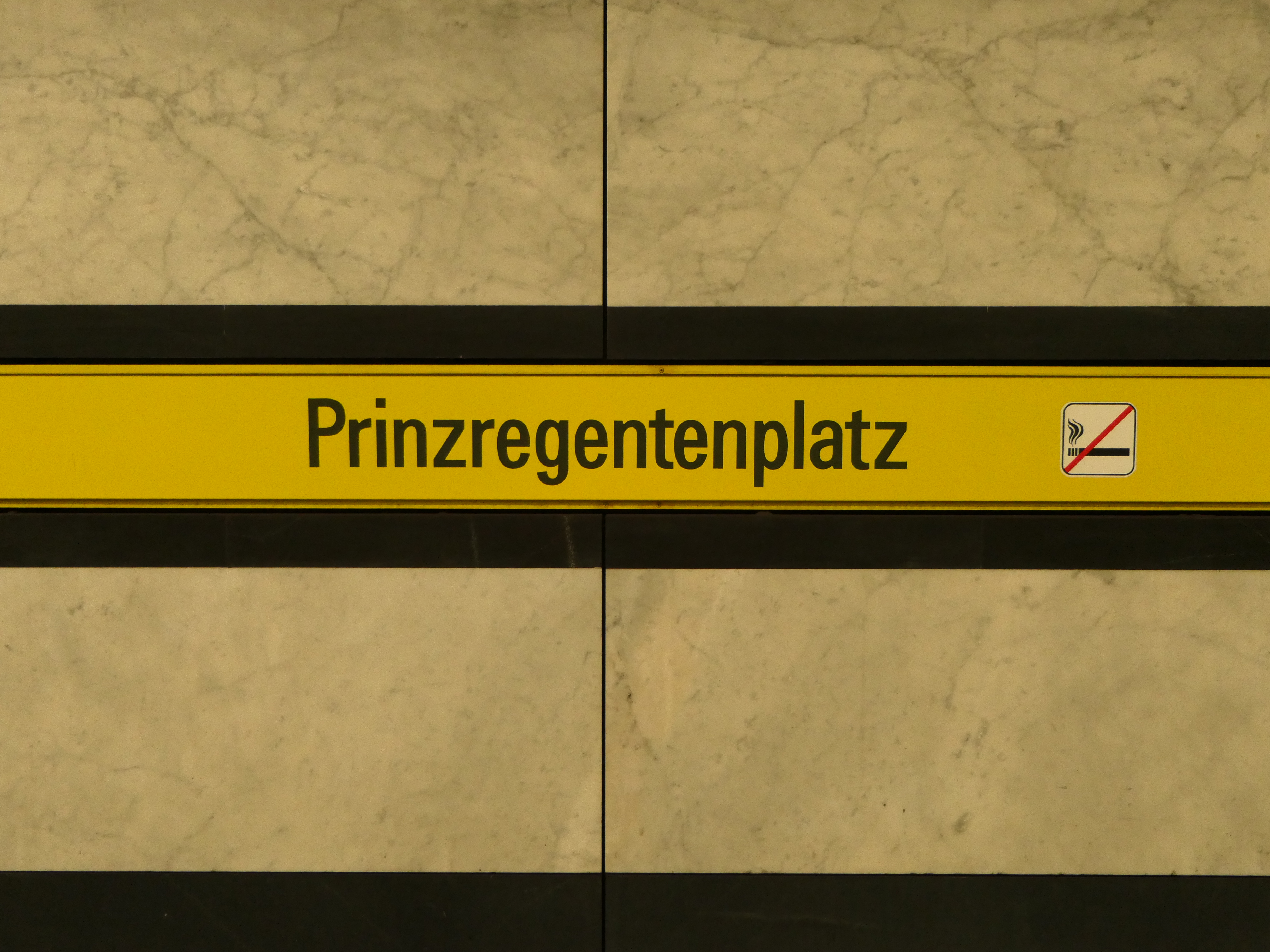
Stationsname an den Hintergleiswänden
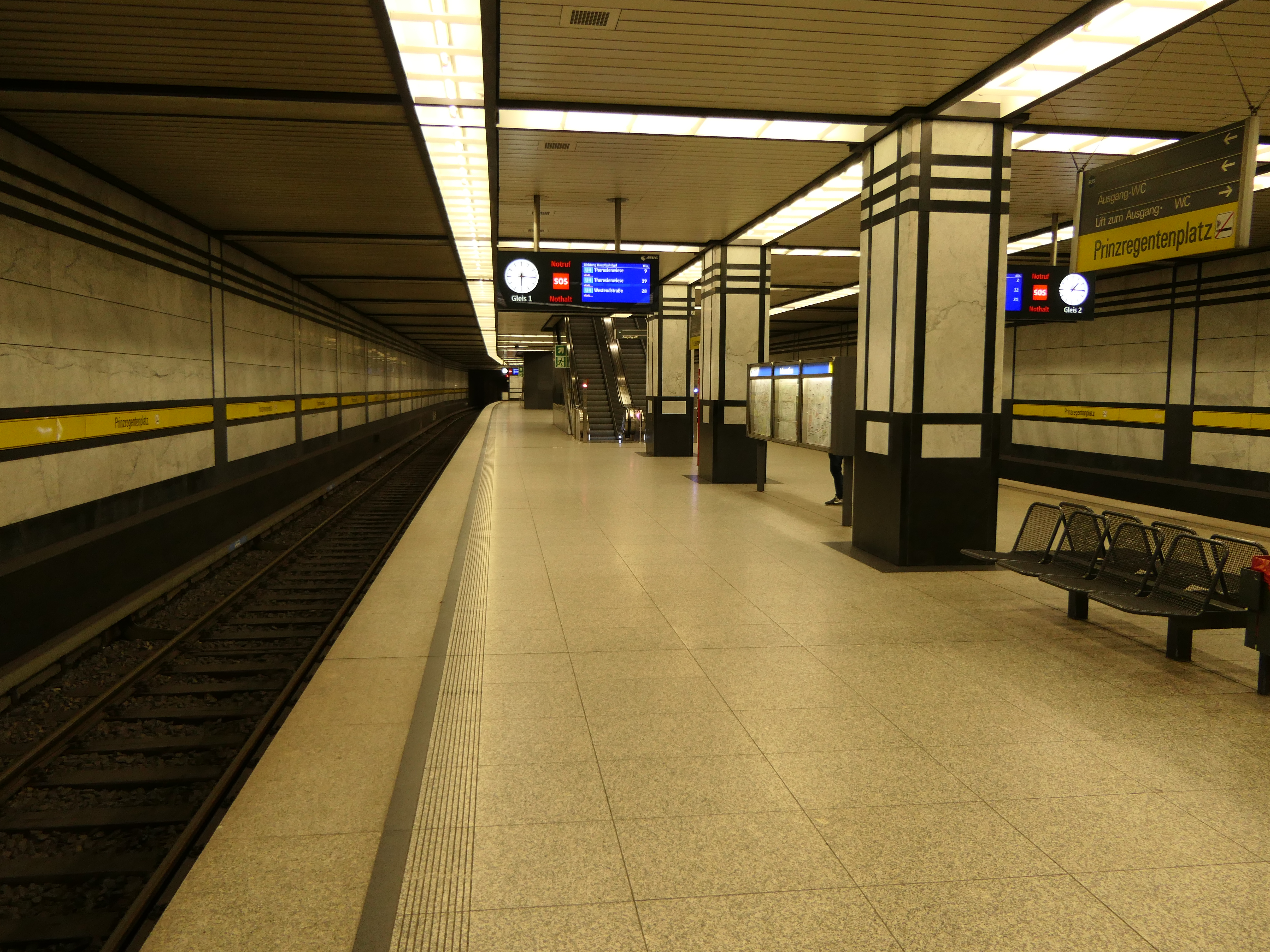
Bahnsteigebene 2018 (Gleis 1)
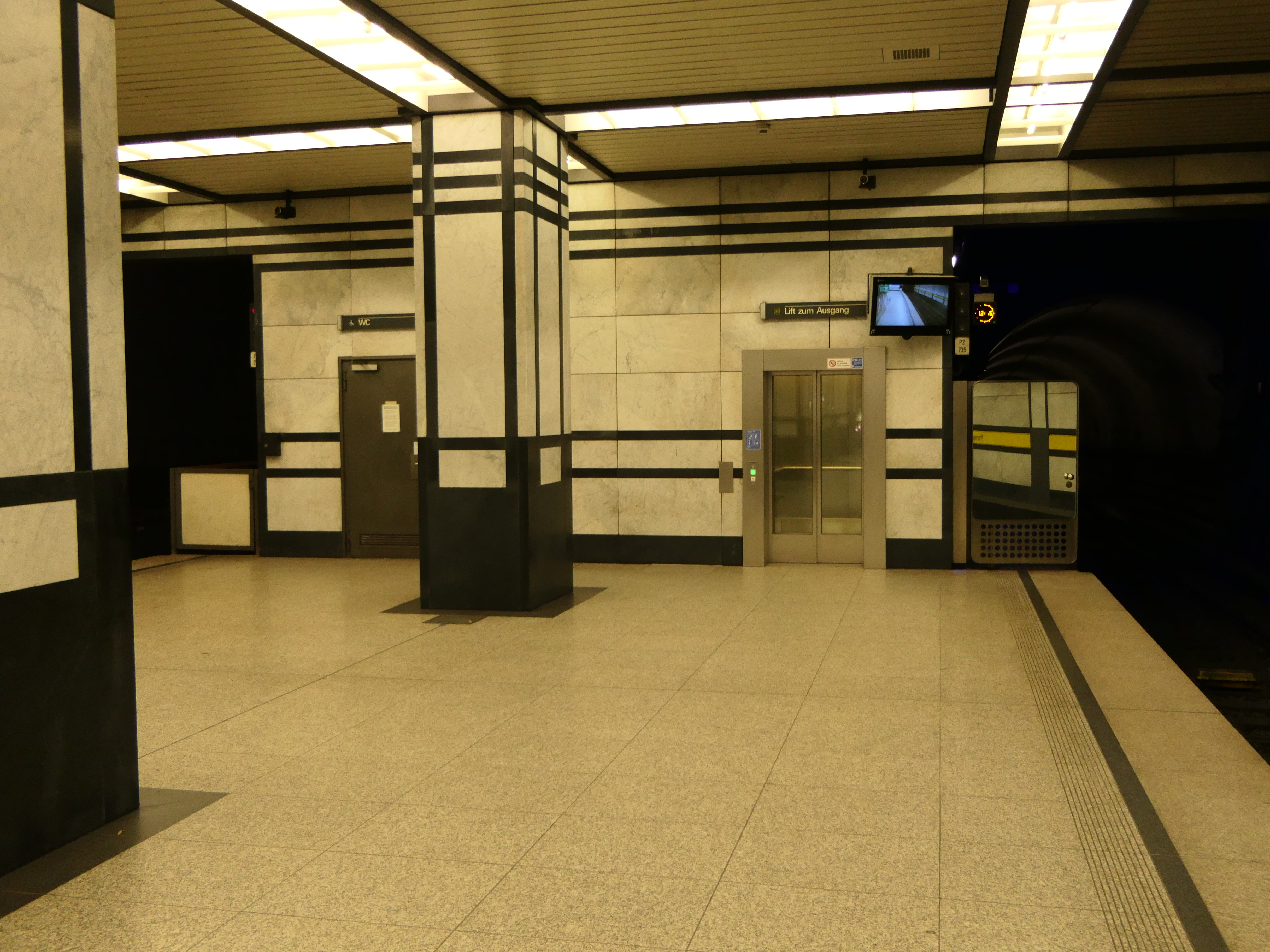
Aufzug auf der Bahnsteigebene
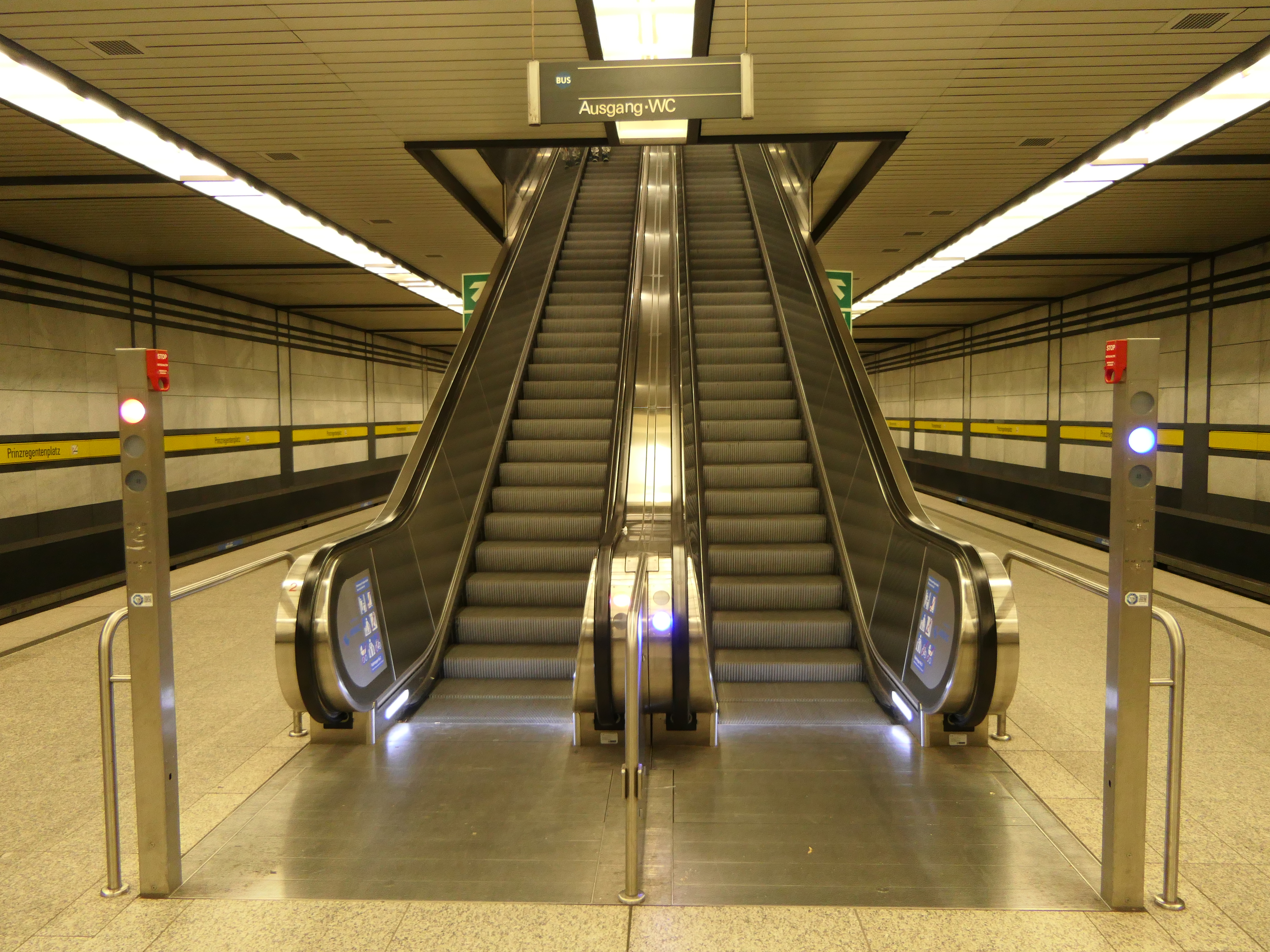
Aufgang von der Bahnsteigebene zur Verteilerebene
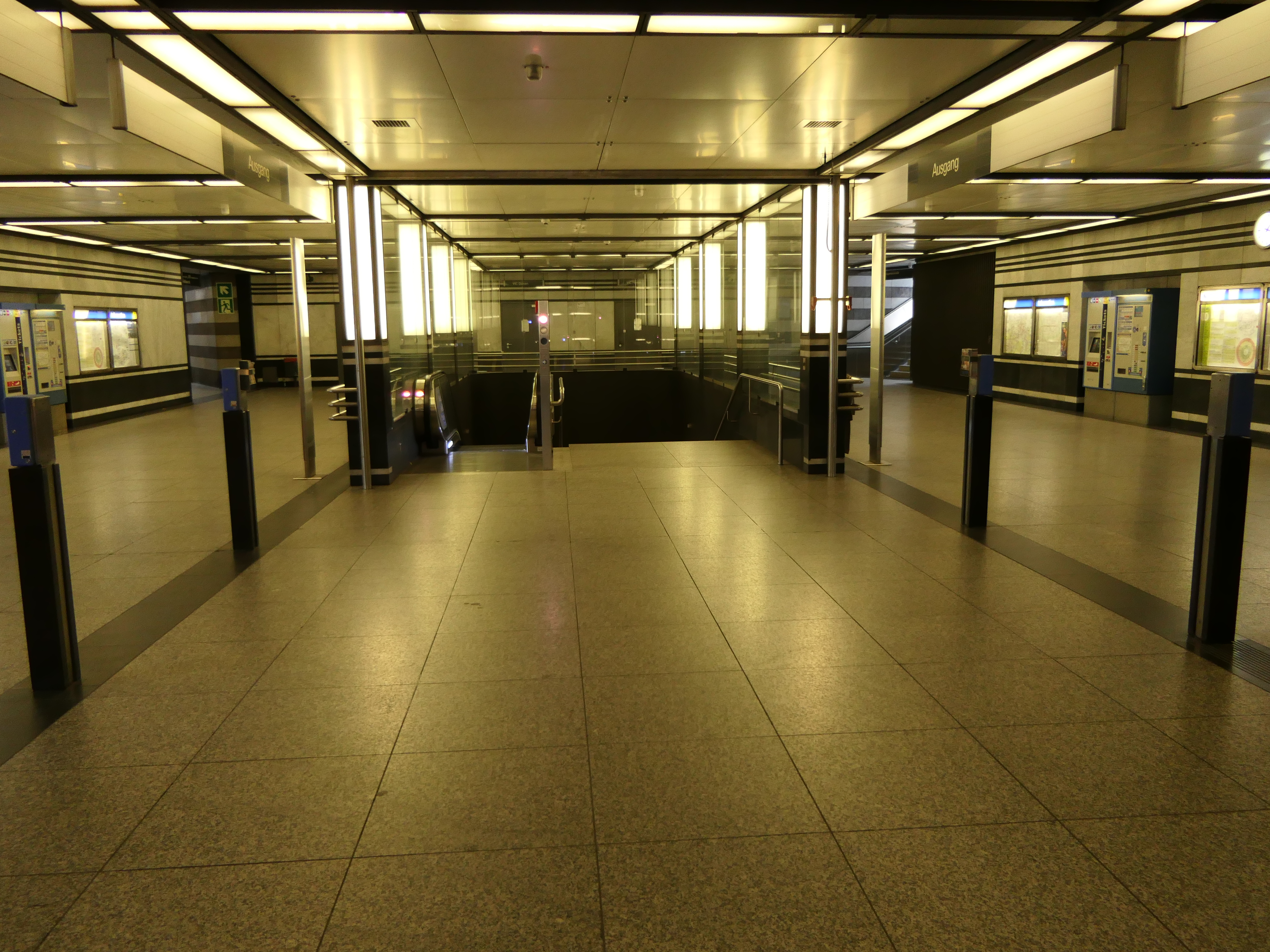
Verteilerebene
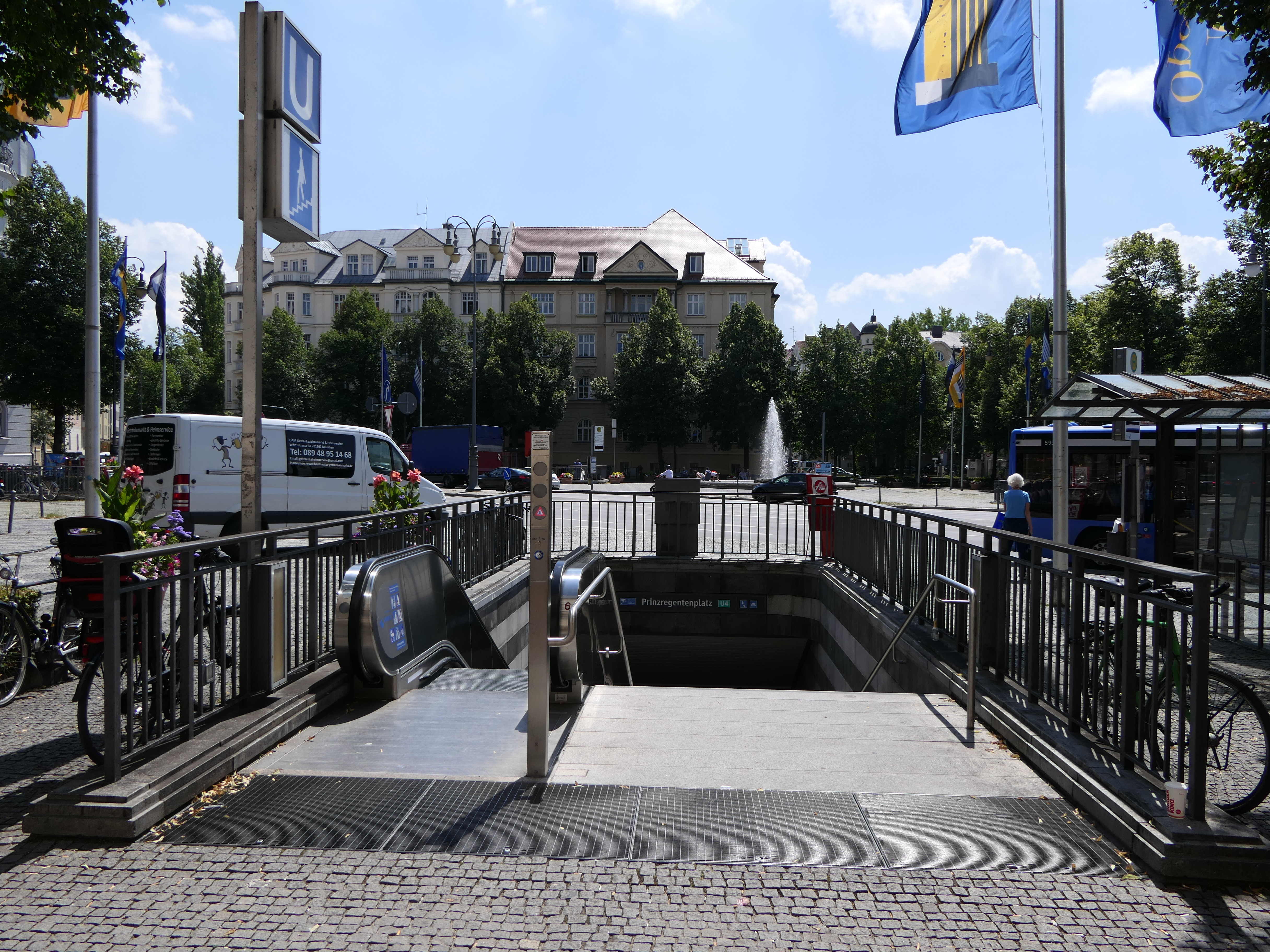
Zugang an der Oberfläche

| Linie | Linienverlauf |
| ----- | --- |
| U4    | Westendstraße – (806 m) – Heimeranplatz – (671 m) – Schwanthalerhöhe – (927 m) – Theresienwiese – (711 m) – Hauptbahnhof – (521 m) – Karlsplatz (Stachus) – (811 m) – Odeonsplatz – (933 m) – Lehel – (928 m) – Max-Weber-Platz – (791 m) – Prinzregentenplatz – (838 m) – Böhmerwaldplatz – (552 m) – Richard-Strauss-Straße – (756 m) – Arabellapark |